# Regione di Njombe
La regione di Njombe è una regione della Tanzania centrale.

## Distretti
La regione è divisa amministrativamente in sei distretti:
| Distretto        | Superficie | Popolazione Cens. 2012 |
| ---------------- | ---------- | ---------------------- |
| Makete           |            | 97 266                 |
| Ludewa           |            | 133 218                |
| Makambako urbano |            | 93 827                 |
| Njombe urbano    |            | 130 223                |
| Njombe rurale    |            | 85 747                 |
| Wanging'ombe     |            | 161 816                |